# Pièces de monnaie allemandes
Les pièces de monnaie allemandes sont une des représentations physiques, avec les billets de banque, de la monnaie d'Allemagne avant le passage à l'euro, et qui furent émises sous les régimes politiques suivants :
- l'Empire allemand (1871 à 1918),
- la république de Weimar (1919-1933),
- le Troisième Reich (1933-1945),
- l'Allemagne occupée (1945-1948), qui conduisit à une partition entre :
  - la République démocratique allemande (1949-1990),
  - la République fédérale d’Allemagne (1948-1990) puis réunifiée (1991-2002).

En 2002, le passage à l'euro rend caduc le Deutsche Mark en tant que monnaie.

## Les différentes unités monétaires allemandes
Tout au long de l'histoire moderne de l'Allemagne, la référent monétaire fut le Mark. En fonction des époques et des régimes politiques, les dénominations officielles de cette monnaie ont été :
- Le Goldmark (mark-or), unité monétaire de l'Empire allemand de 1871 à 1914,
- Le Papiermark (mark papier), système monétaire de l'Empire allemand (1914-1918) puis de la république de Weimar (1919-1923),
- Le Reichsmark (abréviation RM), qui après une période d'hyperinflation (1922-1923) et la création du Rentenmark, devient l'unité monétaire de la république de Weimar (1924-1933), du Troisième Reich (1933-1945) et de l'Allemagne occupée par les forces alliées (1945-1948),
- Le Mark est-allemand (DDM, Mark der DDR ou Ostmark), unité monétaire de la République démocratique allemande (RDA) de 1948 à 1990,
- Le Deutsche Mark (DEM[1]) , unité monétaire de la République fédérale d’Allemagne de juin 1948 au 31 décembre 2001, avant son remplacement par l’euro.

Le Mark était subdivisé en 100 pfennigs.

## Les pièces de monnaie allemandes

### Les ateliers de fabrication de monnaie en Allemagne
Les pièces allemandes sont frappées dans différents ateliers, des lettres permettent de les identifier :
- A : atelier de la Staatliche Münze Berlin de Berlin,
- B : atelier de Hanovre (1872-1878),
- C : atelier de Francfort-sur-le-Main (1872-1879),
- D : atelier de la Bayerisches Hauptmünzamt de Munich,
- E : atelier de Dresde (1872-1887),
- E : atelier de Muldenhütten (1887-1953),
- F : atelier de la Staatliche Münzen Baden-Württemberg de Stuttgart,
- G : atelier de la Staatliche Münzen Baden-Württemberg de Karlsruhe,
- H : atelier de Darmstadt (1872-1882)
- J : atelier de la Hamburgische Münze de Hambourg.
- T : atelier de Tabora (Afrique orientale allemande) (1916)

### Pièces de circulation courante de laRDA(1948-1990)

#### Première série de laRDA(1948-1950)
Cette première série de pièces ne comprend que des Pfennig, sous-unités du Mark.
Toutes ces pièces portent la mention DEUTSCHLAND.
Elles ont été frappées dans les ateliers monétaires portant les marques A et E
| Valeur     | Paramètres techniques | Paramètres techniques | Paramètres techniques | Description                                                                                      | Description                                                                | Description | Millésimes |
| Valeur     | Diamètre              | Poids                 | Composition           | Avers                                                                                            | Revers                                                                     | Médailleur  | Millésimes |
| ---------- | --------------------- | --------------------- | --------------------- | ------------------------------------------------------------------------------------------------ | -------------------------------------------------------------------------- | ----------- | ---------- |
| 1 Pfennig  |                       |                       | Al                    | un épi de blé devant une roue dentée (symbole du plan bisannuel de juin 1948), avec le millésime | la valeur faciale 1 PFENNIG sous l'inscription DEUTSCHLAND et la lettre A  |             | 1948-1950  |
| 5 Pfennig  | 19.0 mm               | 1.1 g                 | Al                    | un épi de blé devant une roue dentée (symbole du plan bisannuel de juin 1948), avec le millésime | la valeur faciale 5 PFENNIG sous l'inscription DEUTSCHLAND et la lettre A  |             | 1948-1950  |
| 10 Pfennig |                       |                       | Al                    | un épi de blé devant une roue dentée (symbole du plan bisannuel de juin 1948), avec le millésime | la valeur faciale 10 PFENNIG sous l'inscription DEUTSCHLAND et la lettre A |             | 1948-1950  |
| 50 Pfennig |                       |                       | Al Bronze             | Une charrue devant un site industriel                                                            | la valeur faciale 50 PFENNIG sous l'inscription DEUTSCHLAND et la lettre A |             | 1948-1950  |

#### Deuxième série de laRDA(1952-1953)
Cette seconde série de pièces ne comprend que des Pfennig, sous-unités du Mark.
Toutes ces pièces portent la mention DEUTSCHLAND.
Elles ont été frappées dans les ateliers monétaires portant les marques A et E
| Valeur     | Paramètres techniques | Paramètres techniques | Paramètres techniques | Description                                                                         | Description                                                                | Description | Millésimes |
| Valeur     | Diamètre              | Poids                 | Composition           | Avers                                                                               | Revers                                                                     | Médailleur  | Millésimes |
| ---------- | --------------------- | --------------------- | --------------------- | ----------------------------------------------------------------------------------- | -------------------------------------------------------------------------- | ----------- | ---------- |
| 1 Pfennig  |                       |                       | Al                    | deux épis de blé et un compas (symbole du plan quinquennal), avec le millésime 1953 | la valeur faciale 1 PFENNIG sous l'inscription DEUTSCHLAND et la lettre A  |             | 1952-1953  |
| 5 Pfennig  | 19.0 mm               | 1.1 g                 | Al                    | deux épis de blé et un compas (symbole du plan quinquennal), avec le millésime 1953 | la valeur faciale 5 PFENNIG sous l'inscription DEUTSCHLAND et la lettre A  |             | 1952-1953  |
| 10 Pfennig | 21.0 mm               | 1.50 g                | Al                    | deux épis de blé et un compas (symbole du plan quinquennal), avec le millésime 1953 | la valeur faciale 10 PFENNIG sous l'inscription DEUTSCHLAND et la lettre A |             | 1952-1953  |

#### Troisième série de laRDA(1956-1990)
Cette troisième série de pièces comprend différentes valeur de Pfennig (1. 5. 10. 20 et 50) et de Mark (1, 2 et 5).
Toutes ces pièces portent la mention DEUTSCHE DEMOKRATISCHE REPUBLIK.
Elles ont toutes été frappées à Berlin (marque A)

1 PFENNIG
5 PFENNIG
10 PFENNIG
20 PFENNIG

| Valeur                | Paramètres techniques | Paramètres techniques | Paramètres techniques | Description                                                              | Description | Description                           | Millésimes          |
| Valeur                | Diamètre              | Poids                 | Composition           | Avers                                                                    | Revers | Médailleur                            | Millésimes          |
| --------------------- | --------------------- | --------------------- | --------------------- | ------------------------------------------------------------------------ | --- | ------------------------------------- | ------------------- |
| 1 Pfennig             |                       |                       | Aluminium             | Les armoiries de la RDA, avec la mention DEUTSCHE DEMOKRATISCHE REPUBLIK | la valeur faciale 1 PFENNIG entre deux feuilles de chêne et le millésime                                               | Rudi Högner                           | 1960-1990           |
| 5 Pfennig             |                       |                       | Aluminium             | Les armoiries de la RDA, avec la mention DEUTSCHE DEMOKRATISCHE REPUBLIK | la valeur faciale 5 PFENNIG entre deux feuilles de chêne et le millésime                                               | Rudi Högner                           | 1968-1990           |
| 10 Pfennig            |                       |                       | Aluminium             | Les armoiries de la RDA, avec la mention DEUTSCHE DEMOKRATISCHE REPUBLIK | la valeur faciale 10 PFENNIG entre deux feuilles de chêne et le millésime                                              | Rudi Högner                           | 1963-1990           |
| 20 Pfennig 20 Pfennig |                       |                       | Alu-Bronze sans A     | Les armoiries de la RDA, avec la mention DEUTSCHE DEMOKRATISCHE REPUBLIK | la valeur faciale 20 PFENNIG et le millésime                                                                           | Axel Bertram                          | 1969-1971 1972-1990 |
| 50 Pfennig            |                       |                       | Aluminium             | Les armoiries de la RDA, avec la mention DEUTSCHE DEMOKRATISCHE REPUBLIK | la valeur faciale 50 PFENNIG, sous une feuille de chêne et le millésime                                                | Rudi Högner                           | 1958-1990           |
| 1 Deutsche Mark       | 25.0 mm               | 2.5 g                 | Aluminium             | Les armoiries de la RDA, avec la mention DEUTSCHE DEMOKRATISCHE REPUBLIK | la valeur faciale 1 DEUTSCHE MARK, entre deux feuilles de chêne et le millésime                                        | Rudi Högner                           | 1956-1963           |
| 1 Mark                | 25.0 mm               | 2.5 g                 | Aluminium             | Les armoiries de la RDA, avec la mention DEUTSCHE DEMOKRATISCHE REPUBLIK | la valeur faciale 1 MARK, entre deux feuilles de chêne et le millésime                                                 | Rudi Högner                           | 1972-1990           |
| 2 Deutsche Mark       |                       |                       | Aluminium             | Les armoiries de la RDA, avec la mention DEUTSCHE DEMOKRATISCHE REPUBLIK | la valeur faciale 2 DEUTSCHE MARK, entre deux feuilles de chêne et le millésime                                        | Rudi Högner                           | 1957                |
| 2 Mark                |                       |                       | Aluminium             | Les armoiries de la RDA, avec la mention DEUTSCHE DEMOKRATISCHE REPUBLIK | la valeur faciale 2 MARK, entre deux feuilles de chêne et le millésime                                                 | Rudi Högner                           | 1972-1990           |
| 5 Mark                |                       |                       | Cu, Ni, Zn            | la Porte de Brandebourg avec la mention BERLIN, HAUPSTADT DER DDR        | la valeur faciale 5 MARK sous les armoiries de la RDA, avec la mention DEUTSCHE DEMOKRATISCHE REPUBLIK et le millésime | Axel Bertram et Wilfried Fitzenreiter | 1971-1990           |

- La série des PFENNIG

- 1 PFENNIG
- 5 PFENNIG
- 10 PFENNIG
- 20 PFENNIG

- Les DEUTSCHE MARK

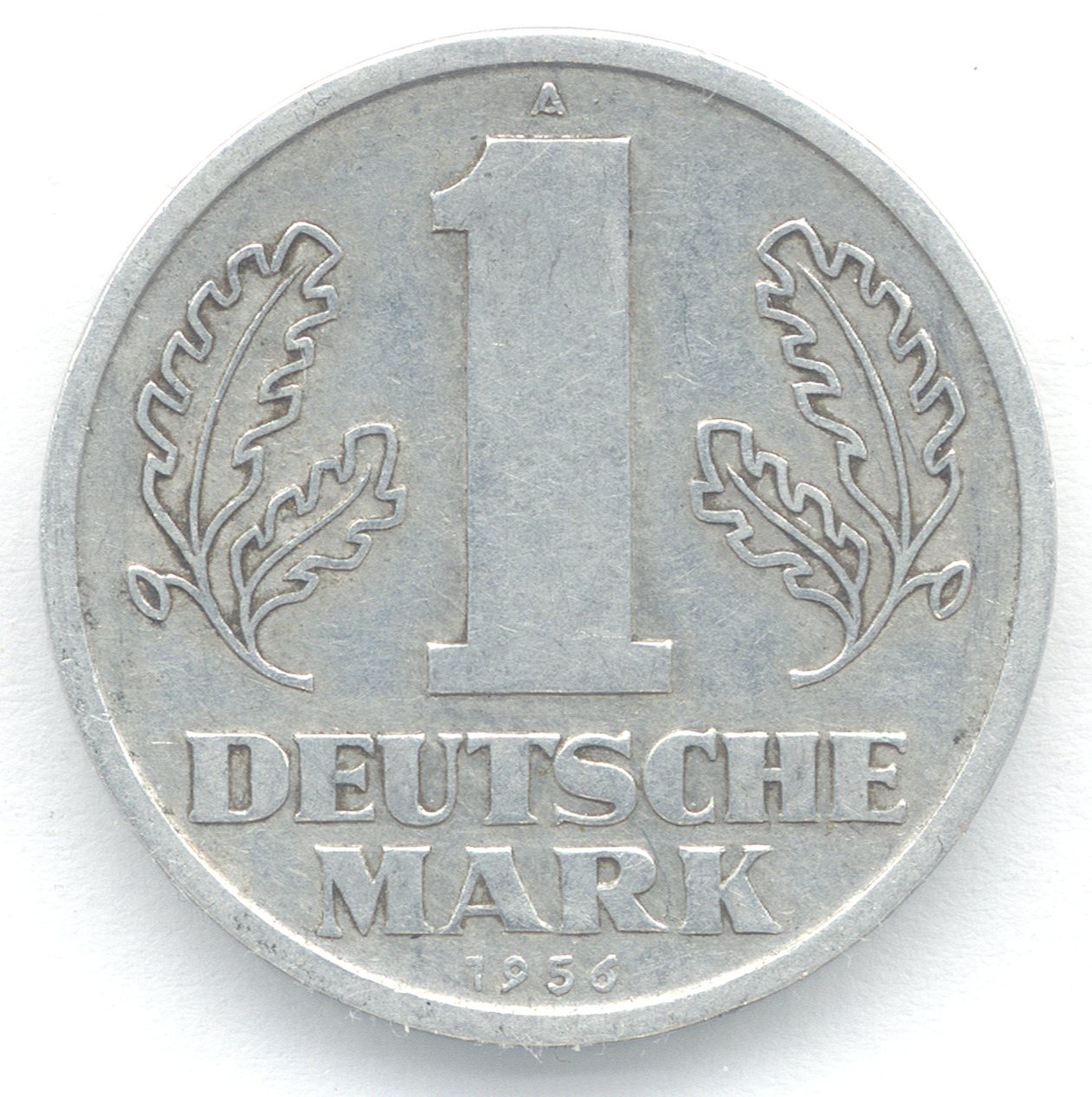
1 DEUTSCHE MARK (1956)
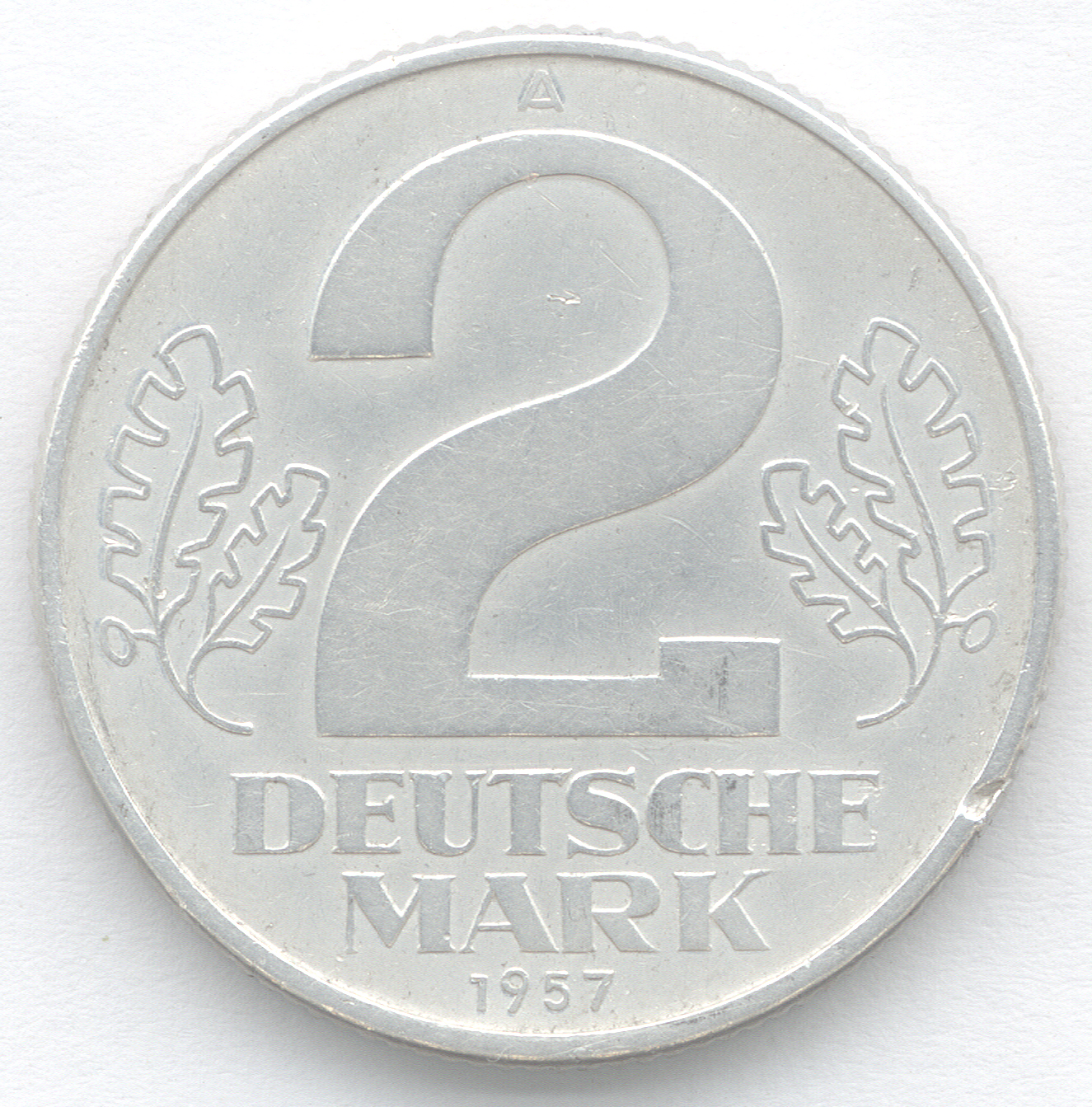
2 DEUTSCHE MARK (1957)

### Pièces de circulation courante de la République fédérale d'Allemagne

#### Série de la Bank Deutscher Länder (1948, 1949 et 1950)
Cette première série de pièces ne comprend que des pfennig, sous-unités du Deutsche Mark.
Toutes ces pièces portent la mention BANK DEUTSCHER LÄNDER.
Elles ont été frappées dans les ateliers monétaires portant les marques D, F, G et J.
| Série de la Bank Deutscher Länder (1948, 1949 et 1950) | Série de la Bank Deutscher Länder (1948, 1949 et 1950) | Série de la Bank Deutscher Länder (1948, 1949 et 1950) | Série de la Bank Deutscher Länder (1948, 1949 et 1950) | Série de la Bank Deutscher Länder (1948, 1949 et 1950)                            | Série de la Bank Deutscher Länder (1948, 1949 et 1950)                                               | Série de la Bank Deutscher Länder (1948, 1949 et 1950) | Série de la Bank Deutscher Länder (1948, 1949 et 1950) |
| Valeur                                                 | Paramètres techniques                                  | Paramètres techniques                                  | Paramètres techniques                                  | Description                                                                       | Description                                                                                          | Description                                            | Millésimes                                             |
| Valeur                                                 | Diamètre                                               | Poids                                                  | Composition                                            | Avers                                                                             | Revers                                                                                               | Médailleur                                             | Millésimes                                             |
| ------------------------------------------------------ | ------------------------------------------------------ | ------------------------------------------------------ | ------------------------------------------------------ | --------------------------------------------------------------------------------- | --- | ------------------------------------------------------ | ------------------------------------------------------ |
| 1 Pfennig                                              | 19,25 mm                                               | 3,25 g                                                 | Cu, Sn, Zn                                             | une feuille de chêne entourée de la mention BANK DEUTSCHER LÄNDER et le millésime | la valeur faciale 1 PFENNIG entre deux épis de blé et la lettre de la monnaie                        | Adolf Jäger                                            | 1948-1949                                              |
| 5 Pfennig                                              | 18,5 mm                                                | 3,00 g                                                 | Cu, Zn                                                 | une feuille de chêne entourée de la mention BANK DEUTSCHER LÄNDER et le millésime | la valeur faciale 5 PFENNIG entre deux épis de blé et la lettre de la monnaie                        | Adolf Jäger                                            | 1949                                                   |
| 10 Pfennig                                             | 21,5 mm                                                | 4,00 g                                                 | Cu, Zn                                                 | une feuille de chêne entourée de la mention BANK DEUTSCHER LÄNDER et le millésime | la valeur faciale 10 PFENNIG entre deux épis de blé et la lettre de la monnaie                       | Adolf Jäger                                            | 1949                                                   |
| 50 Pfennig                                             | 20,0 mm                                                | 3,50 g                                                 | 75 % Cu, 25 % Ni                                       | Une paysanne plantant une branche de chêne dans le sol, avec le millésime         | la valeur faciale 50 PFENNIG entourée de la mention BANK DEUTSCHER LÄNDER et la lettre de la monnaie | Richard M Werner                                       | 1949-1950                                              |

#### Série de la Bundesrepublik (à partir de 1950)
Dès 1950, une seconde série de pièces est émise, avec la mention BUNDESREPUBLIK DEUTSCHLAND à la place de BANK DEUTSCHER LÄNDER sur l’avers ou le revers.
Elles ont été frappées dans les ateliers monétaires portant les marques A (après la réunification), D, F, G et J
La série précédente est également complétée d'une pièce de 2 Pfennig et de pièces de 1 DM, 2 DM et de 5 DM.
Cette série restera en service jusqu'au passage à l’euro en 2001, après modification des pièces de 2 DM et de 5 DM.
| Série de la Bundesrepublik (1950-2001) | Série de la Bundesrepublik (1950-2001) | Série de la Bundesrepublik (1950-2001) | Série de la Bundesrepublik (1950-2001) | Série de la Bundesrepublik (1950-2001)                                                    | Série de la Bundesrepublik (1950-2001)                                                                    | Série de la Bundesrepublik (1950-2001) | Série de la Bundesrepublik (1950-2001) |
| Valeur                                 | Paramètres techniques                  | Paramètres techniques                  | Paramètres techniques                  | Description                                                                               | Description                                                                                               | Description                            | Millésimes                             |
| Valeur                                 | Diamètre                               | Poids                                  | Composition                            | Avers                                                                                     | Revers | Médailleur                             | Millésimes                             |
| -------------------------------------- | -------------------------------------- | -------------------------------------- | -------------------------------------- | ----------------------------------------------------------------------------------------- | --- | -------------------------------------- | -------------------------------------- |
| 1 Pfennig                              | 16,50 mm                               | 2,00 g                                 | Cu, Sn, Zn                             | une branche de chêne entourée de la mention BUNDESREPUBLIK DEUTSCHLAND et le millésime    | la valeur faciale 1 PFENNIG entre deux épis de blé et la lettre de la monnaie                             | Adolf Jäger                            | 1950-2001                              |
| 2 Pfennig                              | 19,25 mm                               | 3,25 g                                 | Cu, Sn, Zn                             | une branche de chêne entourée de la mention BUNDESREPUBLIK DEUTSCHLAND et le millésime    | la valeur faciale 2 PFENNIG entre deux épis de blé et la lettre de la monnaie                             | Adolf Jäger                            | 1950-1968                              |
| 2 Pfennig                              | 19,25 mm                               | 2,90 g                                 | Acier plaqué Cu                        | une branche de chêne entourée de la mention BUNDESREPUBLIK DEUTSCHLAND et le millésime    | la valeur faciale 2 PFENNIG entre deux épis de blé et la lettre de la monnaie                             | Adolf Jäger                            | 1968-2001                              |
| 5 Pfennig                              | 18,5 mm                                | 3,00 g                                 | Cu, Zn                                 | une branche de chêne entourée de la mention BUNDESREPUBLIK DEUTSCHLAND et le millésime    | la valeur faciale 5 PFENNIG entre deux épis de blé et la lettre de la monnaie                             | Adolf Jäger                            | 1950-2001                              |
| 10 Pfennig                             | 21,5 mm                                | 4,00 g                                 | Cu, Zn                                 | une branche de chêne entourée de la mention BUNDESREPUBLIK DEUTSCHLAND et le millésime    | la valeur faciale 10 PFENNIG entre deux épis de blé et la lettre de la monnaie                            | Adolf Jäger                            | 1950-2001                              |
| 50 Pfennig                             | 20,0 mm                                | 3,50 g                                 | 75 % Cu, 25 % Ni                       | Une paysanne plantant une branche de chêne dans le sol, avec le millésime                 | la valeur faciale 50 PFENNIG entourée de la mention Bundesrepublik deutschland et la lettre de la monnaie | Richard M Werner                       | 1950-1971                              |
| 50 Pfennig                             | 20,0 mm                                | 3,50 g                                 | 75 % Cu, 25 % Ni                       | Une paysanne plantant une branche de chêne dans le sol, avec le millésime                 | la valeur faciale 50 PFENNIG entourée de la mention Bundesrepublik deutschland et la lettre de la monnaie | Richard M Werner                       | 1972-2001                              |
| 1 Deutsche Mark                        | 23,50 mm                               | 5,50 g                                 | Cu 75 %, Ni 25 %                       | l'aigle allemand entouré de la mention BUNDESREPUBLIK DEUTSCHLAND et lettre de la monnaie | la valeur faciale 1 DEUTSCHE MARK entre deux épis de blé et le millésime                                  | Josef Bernhart                         | 1950-2001                              |
| 2 Deutsche Mark                        | 25,50 mm                               | 7,00 g                                 | Cu 75 %, Ni 25 %                       | l'aigle allemand entouré de la mention BUNDESREPUBLIK DEUTSCHLAND et lettre de la monnaie | la valeur faciale 2 DEUTSCHE MARK entre deux épis de blé et des feuilles de vigne et le millésime         | Josef Bernhart                         | 1951                                   |
| 2 Deutsche Mark                        | 25,50 mm                               | 7,00 g                                 | Cu 75 %, Ni 25 %                       | Sur la tranche EINIGKEIT UND RECHT UND FREIHEIT                                           | | Josef Bernhart                         | 1951                                   |

La pièce de 5 Deutsche Mark (argent - Albert Holl) de la première série a été mise en circulation de 1950 à 1974, puis remplacée par une pièce de 5 Deutsche Mark (en magnimat, conçue par Wolfgang Doehm), de 1975 à 2001.

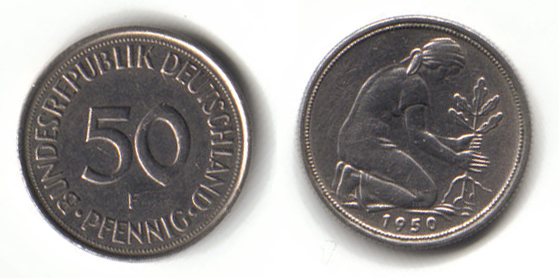
50 PFENNIG
1 DM

| Les deux pièces de 5 DM de la Bundesrepublik (1950-2001) | Les deux pièces de 5 DM de la Bundesrepublik (1950-2001) | Les deux pièces de 5 DM de la Bundesrepublik (1950-2001) | Les deux pièces de 5 DM de la Bundesrepublik (1950-2001) | Les deux pièces de 5 DM de la Bundesrepublik (1950-2001)       | Les deux pièces de 5 DM de la Bundesrepublik (1950-2001)                                                                 | Les deux pièces de 5 DM de la Bundesrepublik (1950-2001) | Les deux pièces de 5 DM de la Bundesrepublik (1950-2001) |
| Valeur                                                   | Paramètres techniques                                    | Paramètres techniques                                    | Paramètres techniques                                    | Description                                                    | Description | Description                                              | Millésimes                                               |
| Valeur                                                   | Diamètre                                                 | Poids                                                    | Composition                                              | Avers                                                          | Revers | Médailleur                                               | Millésimes                                               |
| -------------------------------------------------------- | -------------------------------------------------------- | -------------------------------------------------------- | -------------------------------------------------------- | -------------------------------------------------------------- | --- | -------------------------------------------------------- | -------------------------------------------------------- |
| 5 Deutsche Mark                                          | 29.00 mm                                                 | 11.20 g                                                  | Ag 625 Cu 375                                            | l'aigle allemand stylisé                                       | la valeur faciale 5 DEUTSCHE MARK entouré de la mention BUNDESREPUBLIK DEUTSCHLAND, le millésime et lettre de la monnaie | Albert Holl                                              | 1950-1974                                                |
| 5 Deutsche Mark                                          | 29.00 mm                                                 | 11.20 g                                                  | Ag 625 Cu 375                                            | Sur la tranche EINIGKEIT UND RECHT UND FREIHEIT                | | Albert Holl                                              | 1950-1974                                                |
| 5 Deutsche Mark                                          | 29.00 mm                                                 | 10.00 g                                                  | Magnimat (75 % Cu 25 % Ni)                               | l'aigle allemand stylisé, le millésime et lettre de la monnaie | la valeur faciale 5 DEUTSCHE MARK entouré de la mention BUNDESREPUBLIK DEUTSCHLAND,                                      | Wolfgang Doehm                                           | 1975-2001                                                |
| 5 Deutsche Mark                                          | 29.00 mm                                                 | 10.00 g                                                  | Magnimat (75 % Cu 25 % Ni)                               | Sur la tranche EINIGKEIT UND RECHT UND FREIHEIT                | | Wolfgang Doehm                                           | 1975-2001                                                |

- La série des PFENNIG et des DM

- 50 PFENNIG
- 1 DM

### Les pièces commémoratives de 2 Deutsche Mark (RFA)
Outre la pièce de 2 DM décrite ci-dessus, plusieurs pièces commémoratives de 2 DM, représentant différentes personnalités allemandes du monde scientifique et du monde politique ont été mises en circulation. Ces pièces ont les mêmes caractéristiques que la pièce de 2 DM : elles sont en cupronickel, leur diamètre est de 26.75 mm, leur poids de 7.0 g et elles portent toutes la mention EINIGKEIT UND RECHT UND FREIHEIT sur la tranche.
| Les pièces commémoratives de 2 DM de la Bundesrepublik (1957-2001) | Les pièces commémoratives de 2 DM de la Bundesrepublik (1957-2001) | Les pièces commémoratives de 2 DM de la Bundesrepublik (1957-2001) | Les pièces commémoratives de 2 DM de la Bundesrepublik (1957-2001) | Les pièces commémoratives de 2 DM de la Bundesrepublik (1957-2001)                                       | Les pièces commémoratives de 2 DM de la Bundesrepublik (1957-2001)                                                                                      | Les pièces commémoratives de 2 DM de la Bundesrepublik (1957-2001) | Les pièces commémoratives de 2 DM de la Bundesrepublik (1957-2001) |
| Valeur                                                             | Paramètres techniques                                              | Paramètres techniques                                              | Paramètres techniques                                              | Description                                                                                              | Description | Description                                                        | Millésimes                                                         |
| Valeur                                                             | Diamètre                                                           | Poids                                                              | Composition                                                        | Avers | Revers | Médailleur                                                         | Millésimes                                                         |
| ------------------------------------------------------------------ | ------------------------------------------------------------------ | ------------------------------------------------------------------ | ------------------------------------------------------------------ | --- | --- | ------------------------------------------------------------------ | ------------------------------------------------------------------ |
| 2 Deutsche Mark                                                    | 26,75 mm                                                           | 7,00 g                                                             | Cu 75 % Ni 25 %                                                    | le buste de Max Planck, avec la mention MAX PLANCK 1858-1947                                             | l'aigle allemand stylisé entouré de la mention BUNDESREPUBLIK DEUTSCHLAND et de la valeur faciale 2 DEUTSCHE MARK, le millésime et lettre de la monnaie | Karl Roth                                                          | 1957-1971                                                          |
| 2 Deutsche Mark                                                    | 26,75 mm                                                           | 7,00 g                                                             | Cu 75 % Ni 25 %                                                    | le buste de Konrad Adenauer entouré de la mention BUNDESREPUBLIK DEUTSCHLAND et du millésime             | l'aigle allemand stylisé entouré de la mention BUNDESREPUBLIK DEUTSCHLAND et de la valeur faciale 2 DEUTSCHE MARK, le millésime et lettre de la monnaie | Reinhard Heinsdorff                                                | 1969-1987                                                          |
| 2 Deutsche Mark                                                    | 26,75 mm                                                           | 7,00 g                                                             | Cu 75 % Ni 25 %                                                    | le buste de Theodor Heuss entouré de la mention BUNDESREPUBLIK DEUTSCHLAND et du millésime               | l'aigle allemand stylisé entouré de la mention BUNDESREPUBLIK DEUTSCHLAND et de la valeur faciale 2 DEUTSCHE MARK, le millésime et lettre de la monnaie | Reinhard Heinsdorff                                                | 1970-1987                                                          |
| 2 Deutsche Mark                                                    | 26,75 mm                                                           | 7,00 g                                                             | Cu 75 % Ni 25 %                                                    | le buste de Kurt Schumacher chef du SPD entouré de la mention BUNDESREPUBLIK DEUTSCHLAND et du millésime | l'aigle allemand stylisé entouré de la mention BUNDESREPUBLIK DEUTSCHLAND et de la valeur faciale 2 DEUTSCHE MARK, le millésime et lettre de la monnaie | Reinhard Heinsdorff et Hans-Joachim Dobler                         | 1979-1993                                                          |
| 2 Deutsche Mark                                                    | 26,75 mm                                                           | 7,00 g                                                             | Cu 75 % Ni 25 %                                                    | le buste de Ludwig Erhard entouré de la mention BUNDESREPUBLIK DEUTSCHLAND et du millésime               | l'aigle allemand stylisé entouré de la mention BUNDESREPUBLIK DEUTSCHLAND et de la valeur faciale 2 DEUTSCHE MARK, le millésime et lettre de la monnaie | Reinhard Heinsdorff et Franz Müller                                | 1988-2001                                                          |
| 2 Deutsche Mark                                                    | 26,75 mm                                                           | 7,00 g                                                             | Cu 75 % Ni 25 %                                                    | le buste de Franz Josef Strauß entouré de la mention BUNDESREPUBLIK DEUTSCHLAND et du millésime          | l'aigle allemand stylisé entouré de la mention BUNDESREPUBLIK DEUTSCHLAND et de la valeur faciale 2 DEUTSCHE MARK, le millésime et lettre de la monnaie | Reinhard Heinsdorff et Erich Ott                                   | 1990-2001                                                          |
| 2 Deutsche Mark                                                    | 26,75 mm                                                           | 7,00 g                                                             | Cu 75 % Ni 25 %                                                    | le buste de Willy Brandt entouré de la mention BUNDESREPUBLIK DEUTSCHLAND et du millésime                | l'aigle allemand stylisé entouré de la mention BUNDESREPUBLIK DEUTSCHLAND et de la valeur faciale 2 DEUTSCHE MARK, le millésime et lettre de la monnaie | Reinhard Heinsdorff et Hubert Klinkel                              | 1994-2001                                                          |

### Les pièces de collection
De nombreuses pièces de collection ont également été frappées (5 DEM, 10 DEM )